# Ted Lindsay Award
Ted Lindsay Award, wcześniej: Lester B. Pearson Award – nagroda przyznawana każdego sezonu najlepszemu zawodnikowi National Hockey League, który jest wybierany przez członków NHLPA. 
Pierwotnie nagroda nosiła nazwę „Lester B. Pearson Award”, od osoby Lestera Pearsonsa – premiera Kanady oraz laureata Pokojowej Nagrody Nobla. W 2010 jej nazwę zmieniono na „Ted Lindsay Award” od imienia i nazwiska Teda Lindsaya.

## Lista nagrodzonych
Lester B. Pearson Award
- 1971 - Phil Esposito, Boston Bruins
- 1972 - Jean Ratelle, New York Rangers
- 1973 - Phil Esposito, Boston Bruins
- 1974 - Bobby Clarke, Philadelphia Flyers
- 1975 - Bobby Orr, Boston Bruins
- 1976 - Guy Lafleur, Montreal Canadiens
- 1977 - Guy Lafleur, Montreal Canadiens
- 1978 - Guy Lafleur, Montreal Canadiens
- 1979 - Marcel Dionne, Los Angeles Kings
- 1980 - Marcel Dionne, Los Angeles Kings
- 1981 - Mike Liut, St. Louis Blues
- 1982 - Wayne Gretzky, Edmonton Oilers
- 1983 - Wayne Gretzky, Edmonton Oilers
- 1984 - Wayne Gretzky, Edmonton Oilers
- 1985 - Wayne Gretzky, Edmonton Oilers
- 1986 - Mario Lemieux, Pittsburgh Penguins
- 1987 - Wayne Gretzky, Edmonton Oilers
- 1988 - Mario Lemieux, Pittsburgh Penguins
- 1989 - Steve Yzerman, Detroit Red Wings
- 1990 - Mark Messier, Edmonton Oilers
- 1991 - Brett Hull, St. Louis Blues
- 1992 - Mark Messier, New York Rangers
- 1993 - Mario Lemieux, Pittsburgh Penguins
- 1994 - Siergiej Fiodorow, Detroit Red Wings
- 1995 - Eric Lindros, Philadelphia Flyers
- 1996 - Mario Lemieux, Pittsburgh Penguins
- 1997 - Dominik Hašek, Buffalo Sabres
- 1998 - Dominik Hašek, Buffalo Sabres
- 1999 - Jaromír Jágr, Pittsburgh Penguins
- 2000 - Jaromír Jágr, Pittsburgh Penguins
- 2001 - Joe Sakic, Colorado Avalanche
- 2002 - Jarome Iginla, Calgary Flames
- 2003 - Markus Näslund, Vancouver Canucks
- 2004 - Martin St. Louis, Tampa Bay Lightning
- 2005 - nie przyznano z powodu lockoutu
- 2006 - Jaromír Jágr, New York Rangers
- 2007 - Sidney Crosby, Pittsburgh Penguins
- 2008 - Aleksandr Owieczkin, Washington Capitals
- 2009 - Aleksandr Owieczkin, Washington Capitals

Ted Lindsay Award
- 2010 - Aleksandr Owieczkin, Washington Capitals
- 2011 - Daniel Sedin, Vancouver Canucks
- 2012 - Jewgienij Małkin, Pittsburgh Penguins
- 2013 - Sidney Crosby, Pittsburgh Penguins
- 2014 - Sidney Crosby, Pittsburgh Penguins
- 2015 - Carey Price, Montreal Canadiens
- 2016 - Patrick Kane, Chicago Blackhawks
- 2017 - Connor McDavid, Edmonton Oilers
- 2018 - Connor McDavid, Edmonton Oilers
- 2019 - Nikita Kuczerow, Tampa Bay Lightning
- 2020 - Leon Draisaitl, Edmonton Oilers
- 2021 - Connor McDavid, Edmonton Oilers
- 2022 - Auston Matthews, Toronto Maple Leafs
- 2023 - Connor McDavid, Edmonton Oilers
- 2024 - Nathan MacKinnon, Colorado Avalanche